# اوله پتروسون
اوله پتروسون (انگلیسی: Olle Petrusson؛ زادهٔ ۱۴ نوامبر ۱۹۴۳) ورزشکار دوگانه اهل سوئد است.